# Audley End (Essex)
Audley End – XVII-wieczna rezydencja na peryferiach miejscowości Saffron Walden (hrabstwo Essex), na południe od Cambridge. Obecny budynek to około jedna trzecia oryginalnego założenia pałacowego, niegdyś spektakularnego przykładu architektury okresu jakobickiego w Anglii.
Pierwotnie siedziba opactwa benedyktyńskiego, po kasacie zakonów przez Henryka VIII w 1538 przekazany jednemu z dworzan, Sir Tomaszowi Audley, który zamieszkał w byłych budynkach klasztornych. Wnuk obdarowanego, Tomasz Howard (pierwszy Earl Suffolk, Lord Skarbnik) przebudował rezydencję kosztem ówczesnych 200 tysięcy funtów aby nadawała się do podejmowania dworu króla Jakuba I. Tomasz Howard wraz z żoną w 1619 pod zarzutem defraudacji środków z królewskiej kiesy trafił do więzienia w Tower. Wkrótce, po wpłaceniu dużej kaucji został zwolniony, lecz nigdy nie powrócił do łask królewskich i umarł w Audley End w 1626.
Spadkobiercy Tomasza Howarda, nie dysponując środkami na utrzymanie pałacu, w 1668 za kwotę 50 tysięcy ówczesnych funtów sprzedali Audley End Karolowi II, który korzystał z rezydencji podczas częstych wizyt na torach wyścigów konnych w Newmarket. Pałac przeszedł z powrotem w ręce Earlów Suffolk w 1701 i stopniowo, w przeciągu następnego stulecia, został częściowo rozebrany, do rozmiarów, jakie posiada obecnie.
W 1762 jeden z kolejnych właścicieli, Sir John Griffin, późniejszy czwarty baron Howard de Walden i pierwszy Baron Baybrooke wynajął Capability Browna do przeprowadzenia gruntownej rearanżacji założenia parkowego i szkockiego architekta Roberta Adama do przebudowy pałacu.

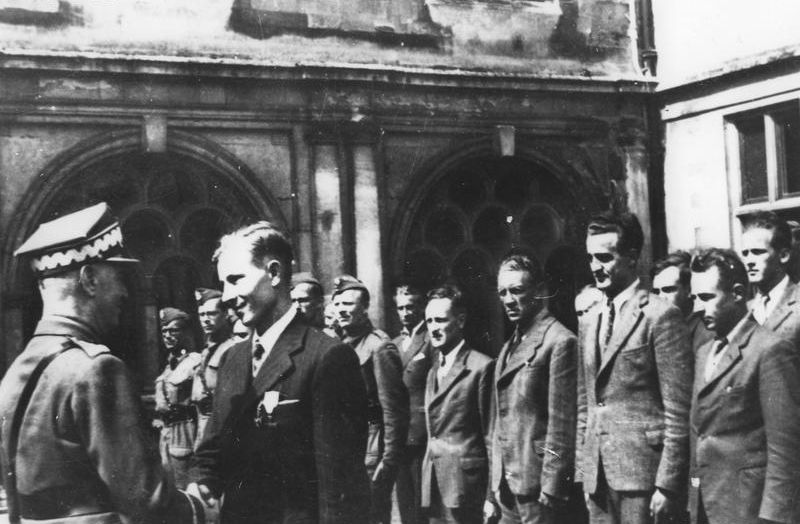
Gen. Władysław Sikorski w ośrodku szkoleniowym cichociemnych w Audley End dekoruje ppor. Michała Fijałkę Orderem Virtuti Militari. W pierwszym szeregu stoją od lewej po cywilnemu: ppor. Jan Woźniak, por. Bolesław Kontrym, por. Tadeusz Gaworski, por. Hieronim Łagoda, za nim ppor. Władysław Kochański, por. Leonard Zub-Zdanowicz, por. Stanisław Winter (28 sierpnia 1942)

## Ośrodek szkoleniowy STS 43
Po wybuchu drugiej wojny światowej, w marcu 1941, rezydencja została zarekwirowana przez rząd brytyjski na cele tajnych szkoleń żołnierzy do działań specjalnych, oddana do dyspozycji polskiej sekcji Special Operations Executive. Głównym jej zadaniem było utrzymywanie łączności między Polakami a zainteresowanymi władzami angielskimi. Od lipca 1942 do końca 1944 rezydencja została użyczona Polakom, funkcjonowała jako ośrodek szkoleniowy - Special Training School (STS 43, pol. Specjalna Szkoła Treningowa) polskich cichociemnych. Szkolenia były przeprowadzane przez polskich oficerów Oddziału VI (Specjalnego) Sztabu Naczelnego Wodza. Zgodnie z rozkazem organizacyjnym szefa Oddziału VI (Specjalnego) z 20 września 1943 L.dz. 2934/tjn. 43 ppłk Michała Protasewicza, brytyjski komendant ośrodka odpowiadał za sprawy administracyjno - gospodarcze oraz relacje z miejscowymi władzami i mieszkańcami; w żadnym wypadku nie będzie wkraczał bezpośrednio w tok szkolenia prowadzony przez polskiego D-cę Kursu Odprawowego. 
Ingerencja SOE w sprawy polskie kończyła się na kontakcie z Oddziałem VI, który był tym samym pośrednikiem w kontaktach z Naczelnym Wodzem. Mimo swobody Polaków w tym zakresie, jednak trzeba było się liczyć również z pewną zależnością. A mianowicie Oddział VI, który miał organizować loty oraz pomoc materialną i pieniężną dla Polski, musiał współpracować w tym względzie z Anglikami, z SOE. 
W Audley End organizowano kursy walki konspiracyjnej oraz kursy odprawowe kandydatów na cichociemnych. Celem kursu walki konspiracyjnej (zwanego początkowo kursem organizatorów, później także kursem walki dywersyjnej) było przygotowanie cichociemnego do prowadzenia walki niewielką grupą żołnierzy – kilkuosobowym zespołem dywersyjno – sabotażowym działającym w warunkach konspiracji. Uczono posługiwania się łącznością, planowania oraz przeprowadzania akcji bojowych. Szkolono w zakresie sposobów nawiązywania kontaktów oraz zbierania i przekazywania informacji, łączności i szyfrów. Organizowano „marsze na orientację”, uczące orientacji w terenie oraz szybkiego dotarcia do wyznaczonego celu. Strzelano z różnych odległości do tarcz, manekinów, w ciemnościach, w ruchu, podczas przeprawy przez tor przeszkód czy… wspinania się po linie. Kandydaci uczyli się podstaw zwiadu, czytania map, prowadzenia wszelkich pojazdów, ale także… taktyki działania SS. Kandydatów na Cichociemnych szkolono jak wybijać szyby w oknach głową i bezpiecznie wyskakiwać z piętra, mając ręce związane lub skute kajdankami. Uczono, jak uwalniać się z kajdanek, jak otwierać wytrychem rożne zamki a nawet sejfy, jak we właściwy sposób wyskakiwać z pędzącego pociągu…
Kursy walki konspiracyjnej od 1 maja 1944 były organizowane także w polskim Ośrodku Wyszkolenia nr 10, zwanym też bazą 10, w Ostunii nieopodal Brindisi oraz Głównej Bazy Przerzutowej. Ogółem ten kurs ukończyło 630 kandydatów na cichociemnych.
Kurs odprawowy był ostatnim kursem każdego cyklu szkoleniowego cichociemnych, prawie bezpośrednio poprzedzał skok ze spadochronem do okupowanej Polski. Celem tego kursu, nazwyanego także Wyższą Szkołą Kłamstwa było przeistoczenie żołnierza służby specjalnej w zwykłego, szarego mieszkańca Polski - konspiratora działającego w warunkach okupacji. Dlatego w pierwszej kolejności uczono tworzenia tzw. legendy, czyli kompletnej, choć w sporej części zmyślonej, opowieści - głównie na temat własnego życiorysu - zawierającej kłamstwa logicznie pasujące do nowej, fałszywej tożsamości. Dla jej uprawdopodobnienia, kandydaci na cichociemnych nierzadko uczyli się od podstaw jakiegoś „zwykłego” zawodu. Oprócz tego szkolono nt. warunków panujących w okupowanej Polsce, funkcjonowania Polskiego Państwa Podziemnego a także okupacyjnych władz niemieckich. Poznawano metody prowadzenia śledztw i przesłuchań przez gestapo, uczono się przekonującego wprowadzania w błąd przesłuchujących. Kompletowano zgodne z „legendą” danego skoczka dokumenty, ubranie i wyposażenie. Kandydaci mieli dostęp do krajowej prasy: konspiracyjnej oraz okupacyjnej, rozmawiali też z przybywającymi z okupowanego kraju kurierami.
Kurs odprawowy trwał od dwóch do sześciu tygodni, organizowany był także w polskiej bazie 10 w Ostunii, ukończyło go 606 kandydatów na cichociemnych. Zgodnie z rozkazem organizacyjnym szefa Oddziału VI (Specjalnego) z 20 września 1943 L.dz. 2934/tjn. 43 ppłk Michała Protasewicza, celem kursu odprawowego było przygotowanie i wyposażenie żołnierzy na I-szy okres życia i pracy w Kraju, w myśl dyrektyw D-cy Armii Konspiracyjnej w Kraju oraz techniczne przygotowanie do przerzutu drogą lotniczo - spadochronową z W. Brytanii do Kraju.
W Audley End funkcjonowała także tzw. pakowalnia, tj. ośrodek zajmujący się pakowaniem zaopatrzenia dla Armii Krajowej do różnych zasobników zrzutowych.

## Instruktorzy i personel ośrodka STS 43
Polskim komendantem STS 43 był płk Józef Hartman, który odpowiadał za cały proces wyszkolenia kandydatów na Cichociemnych, był także dowódcą kursu walki konspiracyjnej. Brytyjskim komendantem STS 43 był płk Terry Roper-Caldbeck, który odpowiadał za sprawy administracyjno - gospodarcze, w tym zakwaterowanie, zaopatrzenie oraz ochronę ośrodka.
Instruktorzy:
- ppor. Albin Bratek - kurs podstaw wywiadu: fałszowanie dokumentów
- por. Z. Budyn - strzelanie, prowadzenie pojazdów, mechanika
- por. Witold Dąbrowski - dywersja, ćwiczenia terenowe
- por. Klemens Gajdowski - fotografia
- kpt. Jan Górski - komendant oraz instruktor kursu odprawowego (do lutego 1943)
- ppor. Stanisław Grocholski
- płk Józef Hartman - komendant STS 43, dowódca kursu walki konspiracyjnej
- ppor. Franciszek Hejnowicz
- mjr inż Aleksander Ihnatowicz - strzelanie z wszystkich rodzajów broni, point shooting (strzelanie instynktowne)
- kpt. Mieczysław Jaculewicz - dywersja, nocnezrzuty
- por. Eugeniusz Janczyszyn - opracowywanie „legend”, kurs odprawowy
- pchor. Zenon Jankowski - minerstwo i pułapki minerskie
- kpt. Witold Kaliszczak
- por. Jan Kazimierski
- kpt. Maksymilian Kruczała - minerstwo, pułapki minerskie, wysadzanie ciężkich obiektów
- pchor. Mirosław Kryszczukajtis - minerstwo
- pchor. Bohdan Kurowski - konspiracja
- por. Jerzy Lemme - walka konspiracyjna, język niemiecki
- kpt. Jan Maciej Lipiński - dowódca kursu odprawowego (od marca 1943)
- por. Leoard Łysz - chemia wywiadowcza, mikrofotografia, pismo utajnione, fotografia małoobrazkowa
- mjr Adam Mackus - konspiracja, taktyka
- por. Alfons Maćkowiak - strzelanie z wszystkich rodzajów broni, zaprawa fizyczna
- ppłk Stefan Piotrowski
- ppor. Mieczysław Różański - fałszowanie podpisów, fotografia
- por. Tadeusz Sapalski - język i zagadnienia niemieckie
- por. Tadeusz Starzyński - zagadnienia niemieckie, „legendy”
- kpt. Czesław StronczakNiewielki pomnik w parku upamiętnia 108 polskich cichociemnych poległych w walce

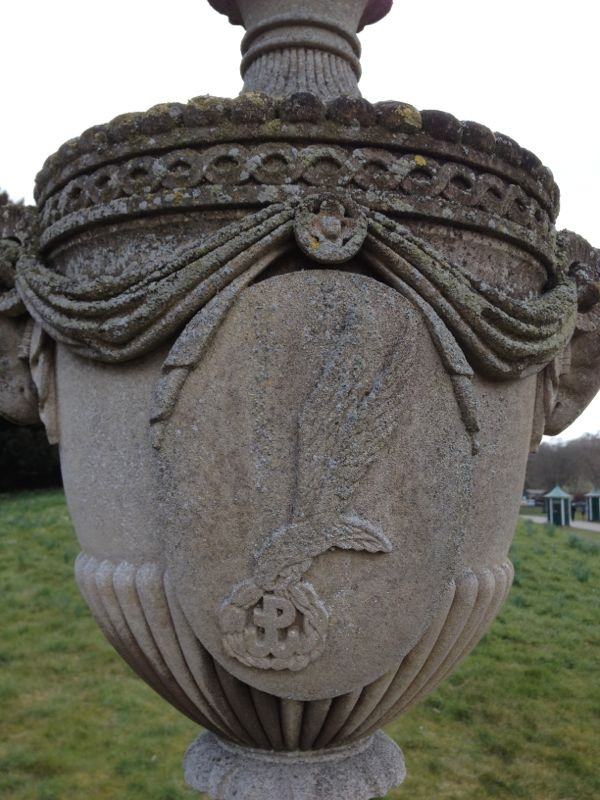
Niewielki pomnik w parku upamiętnia 108 polskich cichociemnych poległych w walce

- Jerzy Szymański - bytowanie w terenie
- mjr Antoni Wejtko
- por. Adam Winnicki
- ppor. Alfred Wiśniewski - chemia wywiadowcza, mikrofotografia, filmowanie
- por. Leon Wujek - taktyka walki konspiracyjnej
- plut. Felicjan Wykrota
- sierż. Gabriel Zając - mechanika, otwieranie zamków, dorabianie kluczy, prowadzenie pojazdów i motocykli niemieckich, francuskich

Personel:
- szer. Kazimierz Bilewicz - warsztaty, magazyny oraz motocykle
- kpr. Julian Czarnecki - krawiec
- sierż. Władysław Krajewski - biuro, biblioteka
- sierż. Władysław Krzanicki - biuro, biblioteka
- pchor. Bohdan Kurowski - tłumacz
- plut. Bronisław Lesiuk - administracja
- chor. Adam Opolski - administracja
- szer. Bernard Swoboda - magazyn umundurowania, język niemiecki
- por. Jerzy Zubrzycki - organizacja dostaw sprzętu, broni, amunicji na potrzeby szkolenia